# Манъёгана

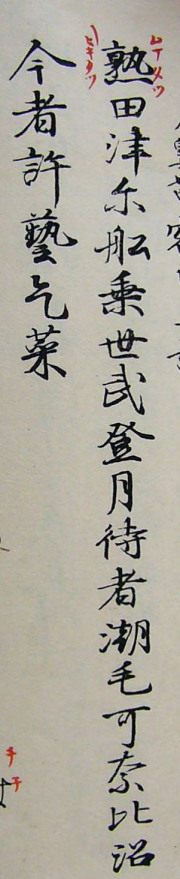
Фрагмент стихотворения из «Манъёсю», записанный манъёганой.

Манъёгана (яп. 万葉仮名 Манъё:гана) — ранняя форма японской письменности, в которой японские слова записывались схожими по звучанию китайскими иероглифами. Из манъёганы возникли японские слоговые азбуки: хирагана и катакана. Название «манъёгана» происходит от «Манъёсю» (万葉集, «Собрание мириад листьев») — антологии японской поэзии периода Нара (710—794 гг.) и буквально означает «азбука Манъёсю».

## История
Манъёгана возникла предположительно в VI—VII веках. Самым древним из известных памятников этой письменности является найденная в 1998 году в префектуре Токусима деревянная дощечка (моккан) с началом вака: «Песни о бухте Нанива», датированная серединой VII века. До её находки древнейшей считалась надпись на нимбе бронзовой статуи Целителя Будды (Якуси Нёрай) в Золотом храме ансамбля Хорюдзи (начало VIII века). Наиболее крупным памятником письменности является сборник поэзии «Манъёсю». К X веку манъёгана была вытеснена хираганой и катаканой, тогда же японский учёный Минамото-но Ситагау (911—983) предложил фонетические метки и снабдил ими текст «Манъёсю». В современной Японии манъёгана ограниченно употребляется в некоторых топонимах (особенно на острове Кюсю). Также в обиходе часто используется Атэдзи (当て字): запись слов (в особенности заимствованных) иероглифами, подобранными по звучанию. Например, 倶楽部 (курабу, клуб).

## Типы манъёганы
В один и тот же период существовали несколько правил использования иероглифов в манъёгане:
1. Сэйон (正音, «правильное произношение») — почти совпадает с камбуном: иероглифы используются с учётом китайского произношения и смысла.
2. Сэйкун (正訓, «правильное кунное чтение») — иероглифы используются с учётом китайского смысла, но читаются по-японски.
3. Сякуон (借音, «заимствованное произношение») — иероглифы используются только за своё китайское произношение, но без учёта китайского смысла. Данное правило было наиболее распространено. Один знак мог передавать одну или несколько мор.
  - Один иероглиф передаёт одну мору:
    - Используется полное китайское чтение: 以 (い), 呂 (ろ), 波 (は)
    - Используется только часть китайского чтения: 安 (あ), 楽 (ら), 天 (て)

  - Один иероглиф передаёт две или более моры: 信 (しな), 覧 (らむ), 相 (さが)
4. Сяккун (借訓, «заимствованное толкование») — иероглифы используются без учёта китайского смысла и произношения: главную роль играет кунное чтение.
  - Один иероглиф передаёт одну мору:
    - Используется полное японское чтение: 女 (め), 毛 (け), 蚊 (か)
    - Японское чтение используется частично: 石 (し), 跡 (と), 市 (ち)

  - Один иероглиф передаёт две моры: 蟻 (あり), 巻 (まく), 鴨 (かも)
  - Два иероглифа передают одну мору: 嗚呼 (あ), 五十 (い), 可愛 (え)
5. Фудзакэ-ёми (戯訓, «каламбур») — редкое правило, когда смысл записанного разгадывался как ребус. К примеру, в «Манъёсю» (8 том, 1495-я песня) Отомо-но Якамоти (718—785) слово «кукушка» куку зашифровал числом: 八十一 (81). Так как 81=9·9, а 9 читается как «ку», то сочетание читается как «куку».

Манъёгана допускает различные варианты написания и произношения записанных текстов, что служит причиной сложности их изучения и интерпретации.
|    | Гласные          | к                  | с                                                          | т                    | н                            | ф                                        | м                            | й                  | р              | w                          | г                  | з                        | д                    | б              |
| а  | 阿安英足         | 可何加架香蚊迦     | 左佐沙作者柴紗草散                                         | 太多他丹駄田手立     | 那男奈南寧難七名魚菜         | 八方芳房半伴倍泊波婆破薄播幡羽早者速葉歯 | 万末馬麻摩磨満前真間鬼       | 也移夜楊耶野八矢屋 | 良浪郎楽羅等   | 和丸輪                     | 我何賀             | 社射謝耶奢装蔵           | 陀太大嚢             | 伐婆磨魔       |
| и1 | 伊怡以異已移射五 | 支伎岐企棄寸吉杵來 | 子之芝水四司詞斯志思信偲寺侍時歌詩師紫新旨指次此死事准磯為 | 知智陳千乳血茅       | 二人日仁爾迩尼耳柔丹荷似煮煎 | 比必卑賓日氷飯負嬪臂避臂匱               | 民彌美三水見視御             |                    | 里理利梨隣入煎 | 位為謂井猪藍               | 伎祇芸岐儀蟻       | 自士仕司時尽慈耳餌児弐爾 | 遅治地恥尼泥         | 婢鼻弥         |
| и2 | 伊怡以異已移射五 | 貴紀記奇寄忌幾木城 | 子之芝水四司詞斯志思信偲寺侍時歌詩師紫新旨指次此死事准磯為 | 知智陳千乳血茅       | 二人日仁爾迩尼耳柔丹荷似煮煎 | 非悲斐火肥飛樋干乾彼被秘                 | 未味尾微身実箕               | 疑宜義擬           | 里理利梨隣入煎 | 位為謂井猪藍               | 備肥飛乾眉媚       | 自士仕司時尽慈耳餌児弐爾 | 遅治地恥尼泥         |                |
| у  | 宇羽于有卯烏得   | 久九口丘苦鳩来     | 寸須周酒州洲珠数酢栖渚                                     | 都豆通追川津         | 奴努怒農濃沼宿               | 不否布負部敷経歴                         | 牟武無模務謀六               | 由喩遊湯           | 留流類         |                            | 具遇隅求愚虞       | 受授殊儒                 | 豆頭弩               | 夫扶府文柔歩部 |
| э1 | 衣依愛榎         | 祁家計係價結鶏     | 世西斉勢施背脊迫瀬                                         | 堤天帝底手代直       | 禰尼泥年根宿                 | 平反返弁弊陛遍覇部辺重隔                 | 売馬面女                     | 曳延要遥叡兄江吉枝 | 礼列例烈連     | 廻恵面咲                   | 下牙雅夏           | 是湍                     | 代田泥庭伝殿而涅提弟 | 弁便別部       |
| э2 | 衣依愛榎         | 気既毛飼消         | 世西斉勢施背脊迫瀬                                         | 堤天帝底手代直       | 禰尼泥年根宿                 | 閉倍陪拝戸経                             | 梅米迷昧目眼海               | 曳延要遥叡兄江吉枝 | 礼列例烈連     | 廻恵面咲                   | 義気宜礙削         | 是湍                     | 代田泥庭伝殿而涅提弟 | 倍毎           |
| о1 | 意憶於應         | 古姑枯故侯孤児粉   | 宗祖素蘇十                                                 | 刀土斗度戸利速       | 努怒野                       | 凡方抱朋倍保宝富百帆穂                   | 毛畝蒙木問聞                 | 用容欲夜           | 路漏           | 乎呼遠鳥怨越少小尾麻男緒雄 | 吾呉胡娯後籠児悟誤 | 俗                       | 土度渡奴怒           | 煩菩番蕃       |
| о2 | 意憶於應         | 己巨去居忌許虚興木 | 所則曾僧増憎衣背苑                                         | 止等登澄得騰十鳥常跡 | 乃能笑荷                     | 凡方抱朋倍保宝富百帆穂                   | 方面忘母文茂記勿物望門喪裳藻 | 与余四世代吉       | 呂侶           | 乎呼遠鳥怨越少小尾麻男緒雄 | 其期碁語御馭凝     | 序叙賊存茹鋤             | 特藤騰等耐抒杼       | 煩菩番蕃       |

## Происхождение слоговых азбук
От набора кандзи, используемого в манъёгане, произошли две японские слоговые азбуки — каны: хирагана и катакана, которые первоначально являлись скорописью. Хирагана возникла из манъёганы, записанной курсивным шрифтом сосё, что объясняет её округлые очертания. Катакана была создана буддистскими монахами из частей иероглифов для стенографии. Прообразом знаков для обеих кан мог служить один и тот же или разные иероглифы. К примеру, знаки хираганы и катаканы для моры мэ (め и メ) произошли от одного и того же иероглифа — 女, а знаки каны для моры ру — из разных (знак хираганы る произошёл от кандзи 留, а знак катаканы ル — от кандзи 流). Изучение манъёганы выявило, что она могла отражать звуки, отсутствующие сегодня в японском языке и канах. Так, манъёгана имела 8 гласных звуков вместо современных 5.
Возможность использования в манъёгане разных кандзи для записи одного и того же слога привела к возникновению хэнтайганы — альтернативных буквенных форм для хираганы. В 1900 году сфера употребления хэнтайганы была сужена в законодательном порядке.

Происхождение катаканы из манъёганы (элементы, заимствованные знаками катаканы из иероглифов, употреблявшихся в манъёгане, показаны красным).

Происхождение хираганы из манъёганы